# Chipotle

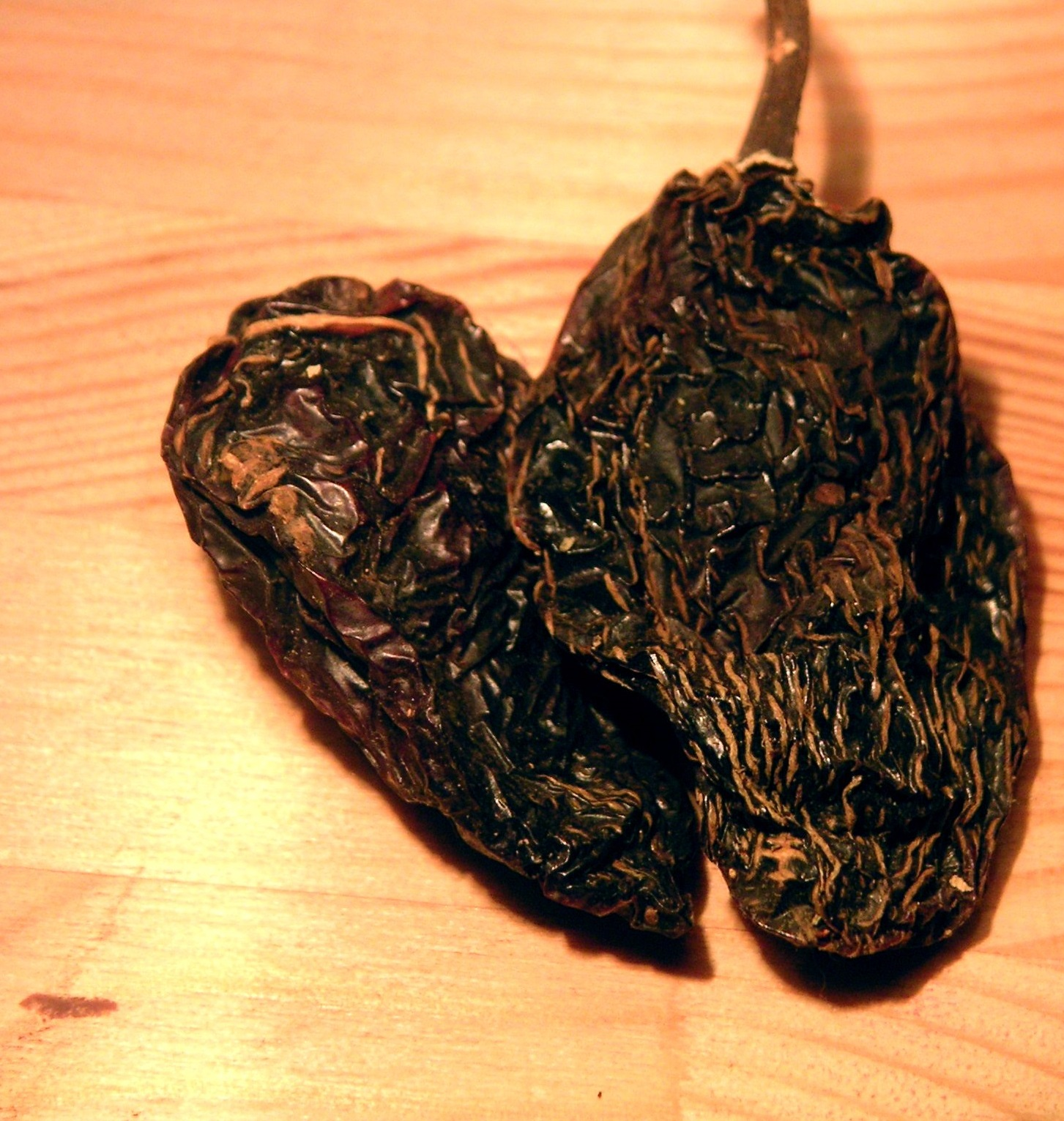
Chipotle.

Chipotle (spanska: [tʃiˈpotle]) är torkad, rökt chili, oftast jalapeño.
Generellt kan man säga att chipotle är en rökt jalapeño. Det spanska ordet chipotle är taget från ordet chipotli på språket n'huatl som var aztekernas språk. Där chili betydde 'het peppar' och potli betydde 'rökt'. Från början stavades ordet pochilli. Andra tidiga stavningar i Mexiko är tzilpoctil, tzonchilli och texochilli. Den vanligaste rökta chilin är jalapeños, som ligger på ca 2 500-5 000 scovillegrader.
Den rökta chilin har sitt ursprung i den antika civilisationen Teotihuacán, norr om dagens Mexico City. Det var den största staden i Mesoamerika och detta var långt före aztekernas tid.